# Brazza-fecske
A Brazza-fecske (Phedina brazzae) a madarak osztályának (Aves) verébalakúak (Passeriformes) rendjébe és a fecskefélék (Hirundinidae) családjába tartozó faj.

## Rendszerezése
A fajt Emile Oustalet francia zoológus írta le 1886-ban. Tudományos faji nevét Pierre Savorgnan de Brazza olasz felfedező tiszteletére kapta.

## Előfordulása
Afrikában, Angola, a Kongói Demokratikus Köztársaság és a Kongói Köztársaság területén honos. Természetes élőhelyei a szubtrópusi és trópusi síkvidéki esőerdők és szavannák, folyók és patakok környékén. Állandó, nem vonuló faj.

## Megjelenése
Testhossza 12 centiméter.

## Természetvédelmi helyzete
Az elterjedési területe nagyon nagy, egyedszáma pedig stabil. A Természetvédelmi Világszövetség Vörös listáján nem fenyegetett fajként szerepel.